# Corydalis schanginii
Corydalis schanginii är en vallmoväxtart. Corydalis schanginii ingår i nunneörtssläktet som ingår i familjen vallmoväxter.

## Underarter
Arten delas in i följande underarter:
- C. s. ainii
- C. s. schanginii

## Bilder

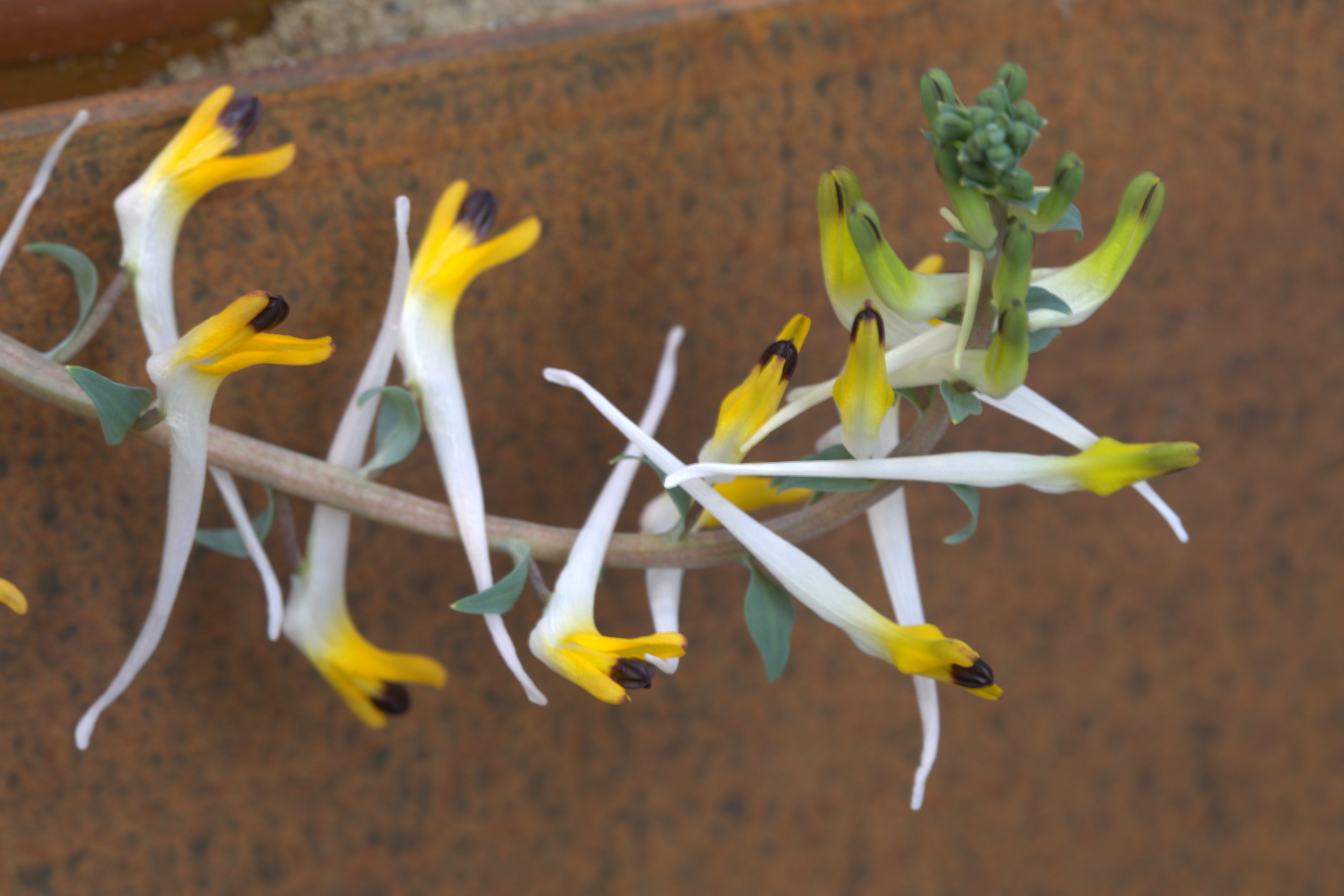
Underarten ainii.